# Beitske Visser

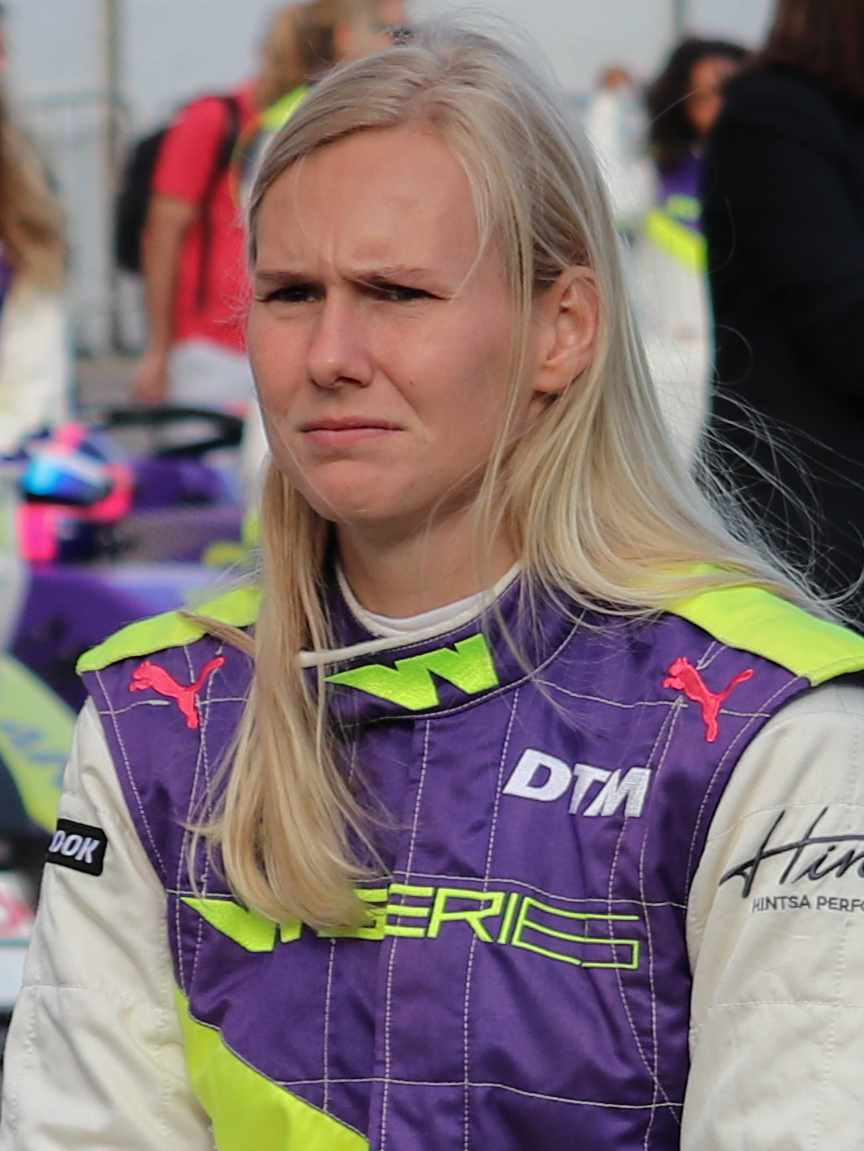
Beitske Visser 2019 beim W Series-Rennen in Brands Hatch

Beitske Visser (* 10. März 1995 in Dronten) ist eine niederländische Automobilrennfahrerin.

## Karriere

### Kart- und Formelsport
Beitske Visser fing im Kartsport ihre Motorsportkarriere an. Dort fuhr sie von 2000 bis 2012 in verschiedenen nationalen und internationalen Kart-Meisterschaften. Ihre größten Erfolge waren der Titelgewinn 2010 in der KZ2-Klasse der WSK Master Series und der Vize-Meistertitel ebenfalls 2010 in der KZ2-Klasse der WSK Euro Series.
Danach wechselte sie in den Formelsport und startete 2012 und 2013 für das von Motopark Academy betreute Team Lotus in der ADAC Formel Masters. In den beiden Jahren wurde sie Achte in der Gesamtwertung. 2013 erhielt sie als erste Frau im Formelsport eine Förderung von Red Bull.

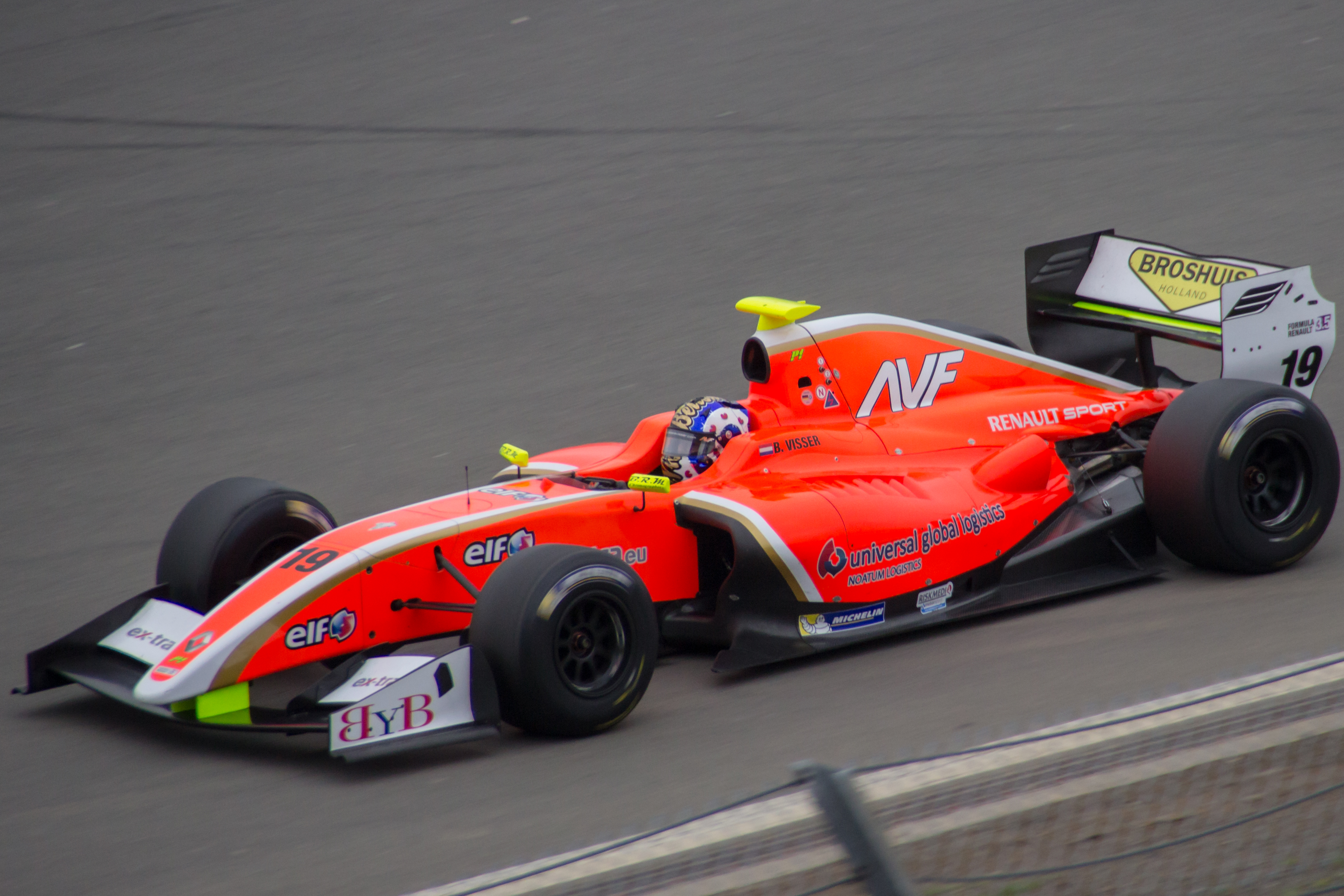
Beitske Visser beim Rennen der Formel Renault 3.5 auf dem Nürburgring 2014

Von 2014 bis 2016 trat sie in der Formel Renault 3.5 bzw. in der 2016 umbenannten Formel V8 3.5 an. In den ersten beiden Jahren fuhr sie beim Team AVF und in ihrer letzten Saison in der Rennserie bei Teo Martín Motorsport. In der letzten Saison erzielte sie mit dem 13. Platz im Gesamtklassement ihr bestes Ergebnis in der Serie.
Parallel trat sie 2014 für das Team Hilmer Motorsport und 2015 für Trident Racing zu jeweils einem Rennwochenende in der GP3-Serie an.
Nachdem sie 2017 und 2018 in GT-Rennserien fuhr, stieg Visser 2019 erneut im Formelsport ein und trat in der W Series an. Dort gewann den Vize-Meistertitel hinter Jamie Chadwick. In der Saison 2021 wurde sie Achte und 2022 gewann sie erneut den Vize-Meistertitel in der W Series.

### GT- und Prototypen-Motorsport
Ihren ersten GT-Renneinsatz hatte Beitske Visser 2011 in der Dutch Supercar Challenge mit einem Praga R4S. Ein Jahr später startete sie für das Team Motopark mit einem Porsche 911 GT3 (Typ 997) bei der City Challenge Baku und erreichte den 13. Platz.
2017 wurde sie in das BMW Motorsport Junior Programm aufgenommen und startete für Schubert Motorsport mit einem BMW M4 GT4 in der GT4 European Series Southern Cup.
Im folgenden Jahr fuhr mit dem Team RN Vision STS in der Silver-Cup-Wertung der GT4 European Series. Sie beendete die Saison mit dem sechsten Gesamtplatz. Parallel trat sie 2018 ebenfalls bei zwei Läufe mit einem BMW M4 GT4 im Französischen GT4 Cup an.
Ihr erstes Langstreckenrennen bestritt sie 2018 für das Team Securtal Sorg Rennsport beim 24-Stunden-Rennen auf dem Nürburgring. Das Rennen schloss sie mit dem sechsten Platz in der SP8T-Wertung ab.
2019 startete sie zusammen mit Richard Gonda für Senkyr Motorsport in einem BMW M6 GT3 in der GT3 Pro-Wertung der International GT Open. Die Saison beendeten beide mit dem elften Platz.
In der Saison 2020 fuhr sie für das Richard Mille Racing Team mit einem Oreca 07 in der LMP2 der European Le Mans Series und beendete diese mit dem 19. Platz. Parallel trat sie auch beim 24-Stunden-Rennen von Le Mans 2020 in der FIA-Langstrecken-Weltmeisterschaft (WEC) an. Zusammen mit Tatiana Calderón und Sophia Flörsch beendete sie das Rennen auf dem 13. Platz im Gesamtklassement.

### Simracing
2020 fuhr Visser in verschiedenen Simracing-Rennserien. In der W Series Esports League, die statt der abgesagten W Series 2020 durchgeführt wurde, gewann sie die Meisterschaft.

## Statistik

### Einzelergebnisse in der Formel Renault 3.5 / Formel V8 3.5
| Jahr | Team                  | 1   | 2   | 3   | 4   | 5   | 6   | 7   | 8   | 9   | 10  | 11  | 12  | 13  | 14  | 15  | 16  | 17  | 18  | Punkte | Rang |
| ---- | --------------------- | --- | --- | --- | --- | --- | --- | --- | --- | --- | --- | --- | --- | --- | --- | --- | --- | --- | --- | ------ | ---- |
| 2014 | AVF                   | MNZ | MNZ | ALC | ALC | MON | SPA | SPA | MOS | MOS | NÜR | NÜR | HUN | HUN | LEC | LEC | JRZ | JRZ |     | 11     | 21.  |
| 2014 | AVF                   | DNF | 17  | 18  | 16  | 17  | 10  | 14  | 13  | 13  | 19  | DNF | 17  | 12  | 15  | 11  | 5   | 12  |     | 11     | 21.  |
| 2015 | AVF                   | ALC | ALC | MON | SPA | SPA | HUN | HUN | SPI | SPI | SIL | SIL | NÜR | NÜR | LMS | LMS | JRZ | JRZ |     | 3      | 23.  |
| 2015 | AVF                   | DNF | 19  | 13* | DNS | DNF | 9   | 15  | 12  | 10  | DNF | 13  | 16  | 15  | 14  | 13  | 12  | DNF |     | 3      | 23.  |
| 2016 | Teo Martín Motorsport | ALC | ALC | HUN | HUN | SPA | SPA | LEC | LEC | SIL | SIL | SPI | SPI | MNZ | MNZ | JER | JER | CAT | CAT | 48     | 13.  |
| 2016 | Teo Martín Motorsport | 10  | 12  | 7   | DNS | 7   | DNF | 9   | 10  | 9   | 10  | 8   | 9   | 14* | 9   | 7   | 5   | 10  | 8   | 48     | 13.  |

### Einzelergebnisse in der GP3-Serie
| Jahr | Team              | 1   | 2   | 3   | 4   | 5   | 6   | 7   | 8   | 9   | 10  | 11  | 12  | 13  | 14  | 15  | 16  | 17  | 18  | Punkte | Rang |
| ---- | ----------------- | --- | --- | --- | --- | --- | --- | --- | --- | --- | --- | --- | --- | --- | --- | --- | --- | --- | --- | ------ | ---- |
| 2014 | Hilmer Motorsport | ESP | ESP | AUT | AUT | GBR | GBR | GER | GER | HUN | HUN | BEL | BEL | ITA | ITA | RUS | RUS | UAE | UAE | 0      | 27.  |
| 2014 | Hilmer Motorsport | 19  | 15  |     |     |     |     |     |     |     |     |     |     |     |     |     |     |     |     | 0      | 27.  |
| 2015 | Trident Racing    | ESP | ESP | AUT | AUT | GBR | GBR | HUN | HUN | BEL | BEL | ITA | ITA | RUS | RUS | BRN | BRN | UAE | UAE | 0      | 28.  |
| 2015 | Trident Racing    |     |     |     |     |     |     |     |     | DNF | 15  |     |     |     |     |     |     |     |     | 0      | 28.  |

### Einzelergebnisse in der W Series
| Jahr | 1   | 2   | 3   | 4   | 5   | 6   | 7   | 8   | 9   | 10  | Punkte | Rang |
| ---- | --- | --- | --- | --- | --- | --- | --- | --- | --- | --- | ------ | ---- |
| 2019 | HOC | ZOL | MIS | NOR | ASS | BRA |     |     |     |     | 100    | 2.   |
| 2019 | 4   | 1   | 2   | 2   | 4   | 3   |     |     |     |     | 100    | 2.   |
| 2021 | RBR | RBR | SIL | BUD | SPA | ZAN | AUS | AUS |     |     | 38     | 8.   |
| 2021 | 12  | 11  | 6   | 5   | DNS | 12  | 5   | 5   |     |     | 38     | 8.   |
| 2022 | MIA | MIA | CAT | SIL | LEC | BUD | SIN | AUS | MXC | MXC | 93     | 2.   |
| 2022 | 3   | 7   | 5   | 5   | 4   | 3   | 1   | C   | C   | C   | 93     | 2.   |

### Le-Mans-Ergebnisse
| Jahr | Team                      | Fahrzeug | Teamkollege      | Teamkollege    | Platzierung | Ausfallgrund |
| ---- | ------------------------- | -------- | ---------------- | -------------- | ----------- | ------------ |
| 2020 | Richard Mille Racing Team | Oreca 07 | Tatiana Calderón | Sophia Flörsch | Rang 13     |              |
| 2021 | Richard Mille Racing Team | Oreca 07 | Tatiana Calderón | Sophia Flörsch | Ausfall     | Unfall       |

### Einzelergebnisse in der FIA-Langstrecken-Weltmeisterschaft
| Saison  | Team         | Rennwagen | 1   | 2   | 3   | 4   | 5   | 6   | 7   | 8   |
| ------- | ------------ | --------- | --- | --- | --- | --- | --- | --- | --- | --- |
| 2019/20 | Mille Racing | Oreca 07  | SIL | FUJ | SHA | BAH | AUS | SPA | LEM | BAH |
| 2019/20 | Mille Racing | Oreca 07  |     |     |     | 13  |     |     |     |     |
| 2021    | Mille Racing | Oreca 07  | SPA | POR | MON | LEM | BAH | BAH |     |     |
| 2021    | Mille Racing | Oreca 07  | 11  | 9   | 11  | DNF | 9   | 12  |     |     |